# William Edward Forster
Pour les articles homonymes, voir William Forster et Forster.
 (septembre 2016).
William Edward Forster (11 juillet 1818 – 6 avril 1886) est un industriel et homme politique britannique. Il est surtout connu pour avoir porté la loi sur l'enseignement primaire de 1870 (Forster Act).

## Biographie
Fils du prêcheur William Forster (en), élevé dans une famille de Quaker du Dorset, William E. Forster reçoit une instruction dans une école de Tottenham, avant de commencer à travailler dans l'industrie de la laine. Il réussit dans le commerce de ce produit à Bradford et participe à la fondation de la Chambre de commerce de la ville.
En 1850, il épouse Jane Martha Arnold, la fille de l'intellectuel Thomas Arnold, et se convertit quelque temps plus tard à l'anglicanisme en rejoignant l'Église officielle d'Angleterre. En 1875, il intègre la Royal Society et est fait Lord Rector de l'université d'Aberdeen.
En 1885, il devient le premier président de la Ligue de la Fédération impériale, qu'il voit comme un outil au service de la prospérité commerciale du Royaume-Uni.

### Carrière politique
Après un premier échec électoral à Leeds en 1859, W.E. Forster est élu député de Bradford aux Communes en 1861, et conservera son siège jusqu'à sa mort. C'est un libéral farouche, qui reste toute sa vie dans la mouvance de l'ancien parti Whig.
Il occupe successivement les postes suivants :
- sous-secrétaire d'État aux Colonies (1865) ;
- vice-président du Comité pour l'éducation du Conseil privé de Sa Majesté, chargé de préparer un projet de loi sur l'éducation (1868). Ce projet aboutira au vote et à la promulgation de l'Elementary Education Act ;
- Secrétaire en chef pour l'Irlande (1880). Son Coercion Bill, qui permet au gouvernement anglais de l'Irlande d'arrêter des suspects, lui vaut les foudres du parti nationaliste, et des menaces sur sa sécurité.

Il joua également un rôle dans le vote du Ballot Act (1872) qui instaurait le vote secret aux élections.

## Surnoms et caricatures
William E. Forster fut souvent comparé par ses opposants à un singe ou à un gorille en raison de sa pilosité hirsute.[réf. nécessaire]
Son action musclée contre les nationalistes irlandais lui a également valu le surnom de Buckshot (littéralement : chevrotine).[réf. nécessaire]